# 3Dlabs
A 3DLABS egy saját gyártósorral nem rendelkező grafikus-chip gyártó vállalat volt. 2002-ben felvásárolta a Creative Labs, 2006-ban pedig felhagytak a grafikus chipek tervezésével, átnevezték a leányvállalatot ZiiLabs-ra, így a 3Dlabs a jelenlegi formájában ma már nem létezik. Grafikus chipjeik nem voltak versenyképesek. Portfóliójukat az otthoni felhasználóknak szánt 3D grafikus kártyák, és a modellezésre, szimulációra, és professzionális munkára szánt grafikus megoldásaik alkották. Legsikeresebb terméke a Permedia 2 grafikus kártya volt, amely 1998-ban jelent meg, az év végére azonban már el is avult.

## Történet

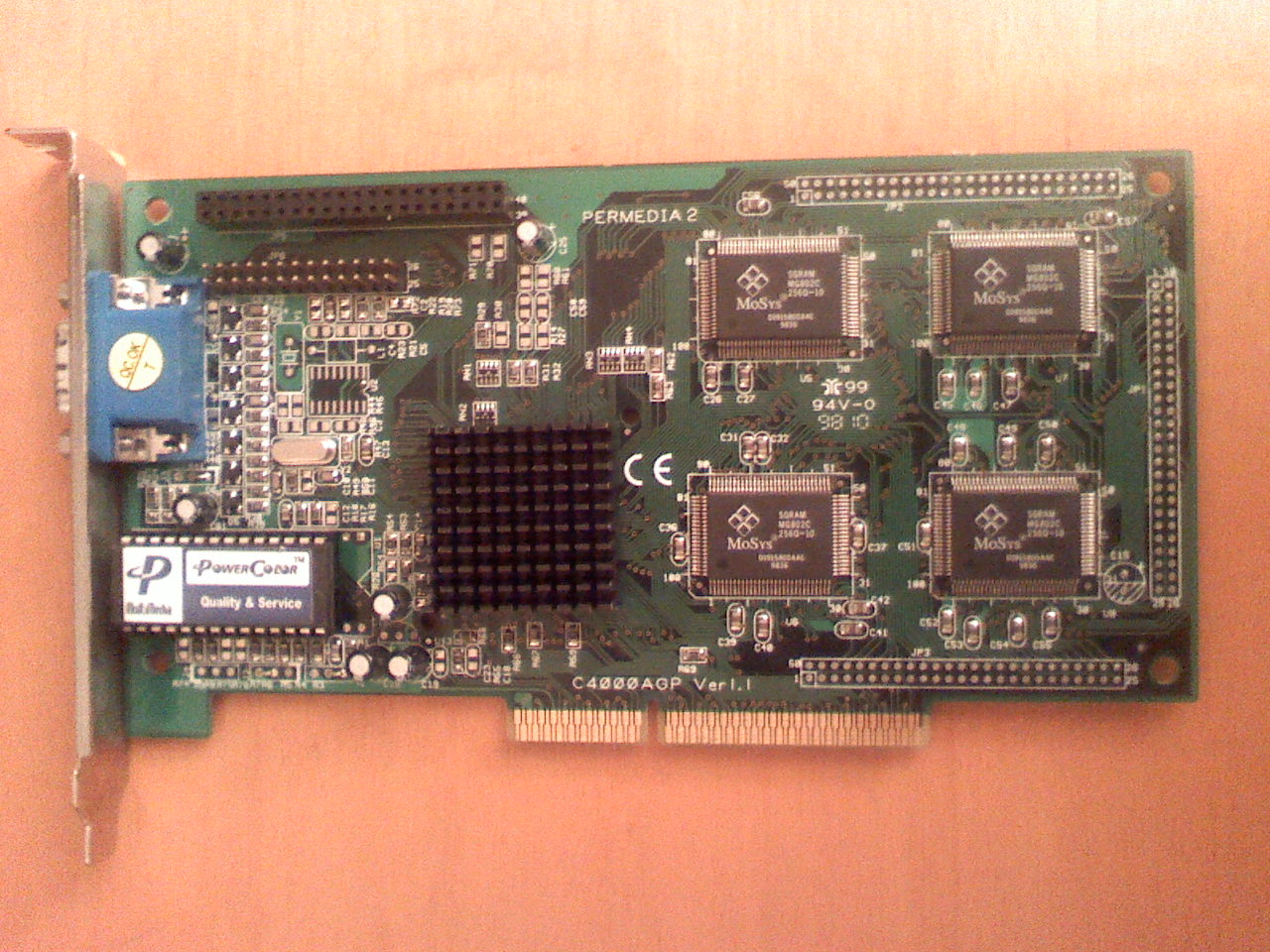
Permedia 2

Az Egyesült Királyságban alapították a vállalatot 1994-ben. 1998-ban felvásárolták a professzionális grafikus kártyákat készítő Intense3D tervezővállalatot, amely az Intergraph tulajdonában volt.
Az első piaci termékük a GLINT 300SX grafikus processzor volt, amely nem ért el nagy sikert. Ez egy egychipes 3D grafikus vezérlőkártya volt. A 3Dlabs ezt követően elkészítette a Permedia2 grafikus chipjét, amely támogatta az AGP-t, leggyakrabban 8 megabájtos változatban volt kapható, támogatta a DirectX-et, és az OpenGL 1.0-t. A grafikus chip eléggé melegedett, de komolyabb gondok nem voltak vele, végül is, mérsékelten sikeresnek volt mondható, így megalapozta a vállalat elkövetkező néhány évét anyagilag. A drivereket viszont nem fejlesztették tovább később sem, így ez a megoldásuk elég hamar kiszorult a piacról.
A Permedia 3 igyekezett kijavítani az előd hibáit, hozzáadtak néhány hiányzó blending módot, a textúraszűrésen is javítottak, a videómemóriát 32 MiB-ra növelték azonban az 1999-ben megjelent chip eléggé lassú volt a konkurenciához képest, bár az elődjéhez képest a sebességet majdnem megduplázták.
Az ezredforduló környékén az Intense3D-től örökölt Wildcat grafikus kártyákat fejlesztették tovább. A Wildcat 4110 azonban nem támogatott multitextúrázást, OpenGL 1.2 drivere kizárólag a modellezőprogramokra volt optimizálva, DirectX támogatás egyáltalán nem volt, ezért a 3Dlabs komoly fejlesztéseket végezve ezeket a problémákat orvosolta a Wildcat II, a Wildcat III, majd a 7xxx szériára, ám ezeket is csak a tervezőprogramok piacára pozicionálták.
A Wildcat VP grafikus chipet otthoni felhasználóknak szánták, ám ez sikertelen volt: túl drága volt, és a konkurencia hasonló árfekvésű megoldásai (pl GeForce 4 Titanium) sokkal gyorsabbak és hatékonyabbak voltak. A 3Dlabs többet nem próbálkozott grafikus csipekkel a fogyasztói piacra. A grafikus kártya AGP 8x csatlakozóval volt felszerelve. Ebből a P9 és P10-es modell volt elérhető,
A Wildcat Realizm volt az utolsó érdemleges termékük. A legerősebb, a Realizm 800, amely akkoriban igencsak szokatlan módon két darab grafikus csipet, 640 MiB memóriát, 512 bites memóriainterfészt tartalmazott. Az immár AGP vagy opcionálisan PCI-E csatlakozóval ellátott termék támogatta az OpenGL 2.0 API-t is, de a meghajtóprogramokat ismét csak kizárólag a CAD alkalmazásokhoz tervezték, ám a CAD szoftverek, és a tervezőprogramok fejlesztői a szoftvereiket ekkor már a piacon széles körben elérhető konzumer grafikus kártyákra is erőteljesen optimizálták, és a konkurencia professzionális grafikus megoldásai is minden tekintetben lekörözték a kizárólag CAD alkalmazásokhoz fejlesztett robusztus Realizmot jóval egyszerűbb hardveres kiépítés mellett is.
2006-ban átnevezték a vállalatot ZiiLabsra, ettől kezdve már nem foglalkoznak grafikus kártyák készítésével, és mobiltelefonokba, beágyazott eszközökbe terveznek csipeket.

## Termékeik
- 3Dlabs Glint
- 3Dlabs Permedia 2
- 3Dlabs Permedia 3
- 3Dlabs Oxygen
- Intense3D Wildcat 4210 (Intense3D-től felvásárolt)
- Intense3D Wildcat 4110 (Intense3D-től felvásárolt)
- Intense3D Wildcat 4105 (Intense3D-től felvásárolt)
- Intense3D Wildcat 4000 (Intense3D-től felvásárolt)
- Intense3D Wildcat 3510 (Intense3D-től felvásárolt)
- Intense 3D Pro 3600 (Intense3D-től felvásárolt)
- Intense 3D Pro 3400 (Intense3D-től felvásárolt)
- Intense 3D Pro 2200S (Intense3D-től felvásárolt)
- Intense 3D Pro 2200 (Intense3D-től felvásárolt)
- Intense 3D Pro 1000 (Intense3D-től felvásárolt)
- 3Dlabs Wildcat II 5000
- 3Dlabs Wildcat II 5110
- 3Dlabs Wildcat4 7110 - AGP Pro (x8)
- 3Dlabs Wildcat4 7210 - AGP Pro (x8)
- 3Dlabs Wildcat III 6110
- 3Dlabs Wildcat III 6210
- 3Dlabs Wildcat VP560 - P9, 64 MB RAM, AGP x8
- 3Dlabs Wildcat VP760 - P10, 64 MB RAM, AGP x8
- 3Dlabs Wildcat VP870 - P10, 128 MB RAM, AGP x8
- 3Dlabs Wildcat VP970 - P10, 128 MB RAM, AGP x8
- 3Dlabs Wildcat VP880 Pro - P10, 256 MB RAM, AGP x8
- 3Dlabs Wildcat VP990 Pro - P10, 512 MB RAM, AGP x8
- 3Dlabs Wildcat Realizm 100
- 3Dlabs Wildcat Realizm 200 - AGP x8
- 3Dlabs Wildcat Realizm 500
- 3Dlabs Wildcat Realizm 800 - 512 bites GDDR3 memória, PCIe